# 시메 브르살코
시메 브르살코(세르보크로아트어: Šime Vrsaljko, 크로아티아어 발음: [ʃǐːme ʋr̩sǎːʎko]; 1992년 1월 10일~)는 크로아티아의 전(前) 축구 선수로, 현역 시절 포지션은 라이트백이었다.
2011년 크로아티아 축구 국가대표팀에 데뷔했고 2012, 2016, 2020 유럽 축구 선수권 대회에 출전했으며 2014 FIFA 월드컵, 2018 FIFA 월드컵에도 출전해 2018 FIFA 월드컵에서 준우승을 차지했다.

## 클럽 경력
2023년 3월 23일, 브르살코는 31살의 나이에 현역 은퇴를 발표했다.

## 수상 경력

### 클럽
디나모 자그레브
- 프르바 HNL (4): 2009–10, 2010–11, 2011–12, 2012–13
- 크로아티아 컵 (2): 2010–11, 2011–12
- 크로아티아 슈퍼컵 (1): 2010

아틀레티코 마드리드
- UEFA 유로파리그: 2017–18

### 국가대표팀
크로아티아
- FIFA 월드컵 준우승: 2018[3]

### 개인상
- 크로아티아 올해의 유망주 상: 2010